# Háje (Srbice)
Háje jsou osada, část obce Srbice v okrese Domažlice v Plzeňském kraji. Nachází se asi tři kilometry severovýchodně od Srbic. Je zde evidováno 5 adres. V roce 2011 zde trvale žilo pět obyvatel.
Háje leží v katastrálním území Strýčkovice o výměře 5,98 km².

## Historie
První písemná zmínka o vesnici pochází z roku 1614.

## Obyvatelstvo
| Rok            | 1869 | 1880 | 1890 | 1900 | 1910 | 1921 | 1930 | 1950 | 1961 | 1970 | 1980 | 1991 | 2001 | 2011 | 2021 |
| -------------- | ---- | ---- | ---- | ---- | ---- | ---- | ---- | ---- | ---- | ---- | ---- | ---- | ---- | ---- | ---- |
| Počet obyvatel | 22   | 29   | 26   | 38   | 30   | 27   | 36   | 20   | 26   | 20   | 15   | 9    | 6    | 5    | 15   |
| Počet domů     | 5    | 5    | 5    | 5    | 5    | 5    | 5    | 5    | 5    | 5    | 5    | 5    | 5    | 5    | 5    |

## Obecní správa
Při sčítání lidu v letech 1850–1980 Háje byly osadou obce Strýčkovice, se kterým patřily nejprve do okresu Přeštice, ale od roku 1960 v okrese Domažlice. Od 1. července 1980 jsou částí obce Srbice v okrese Domažlice.

## Galerie

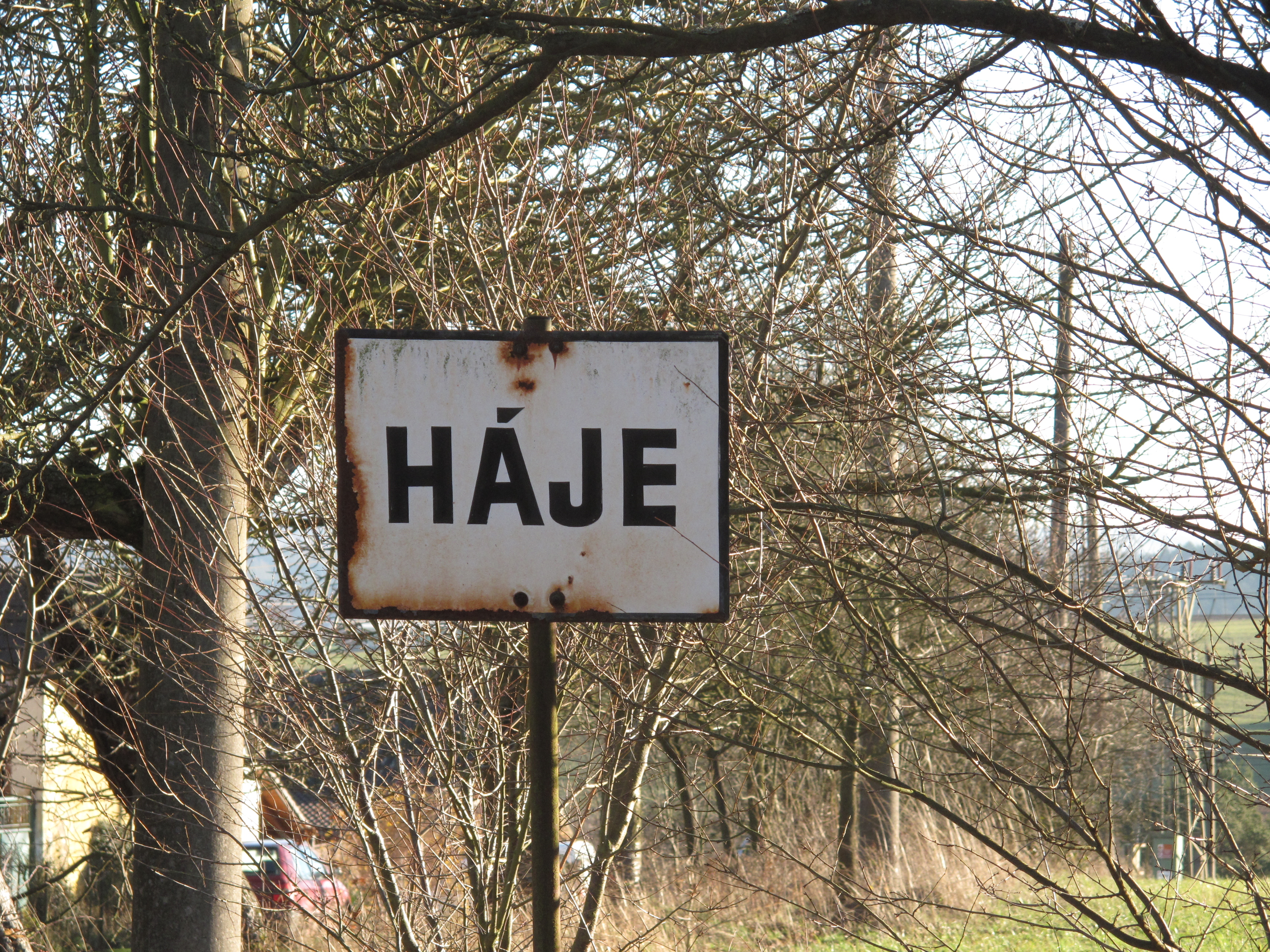
Cedule
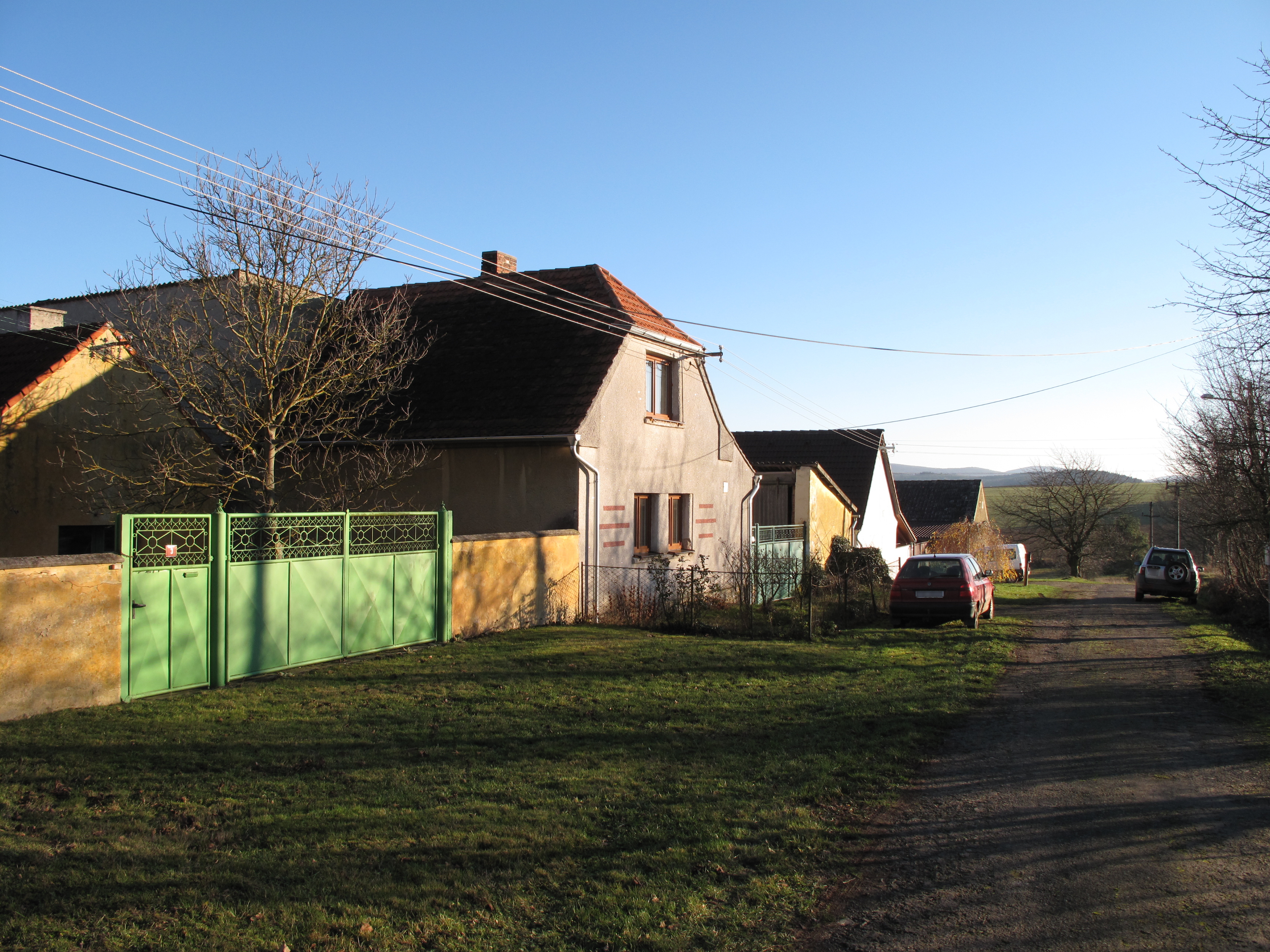
Domy
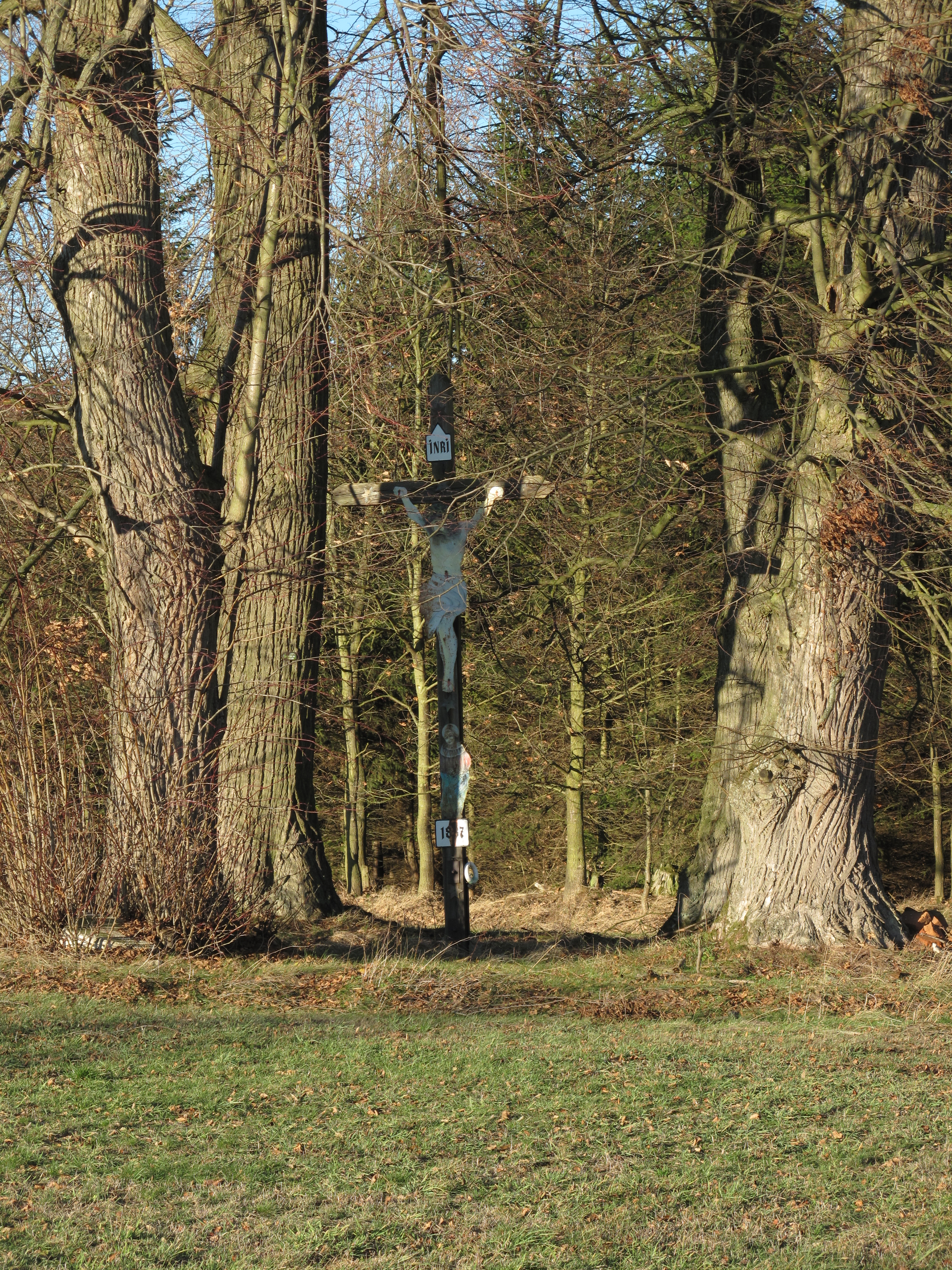
Kříž
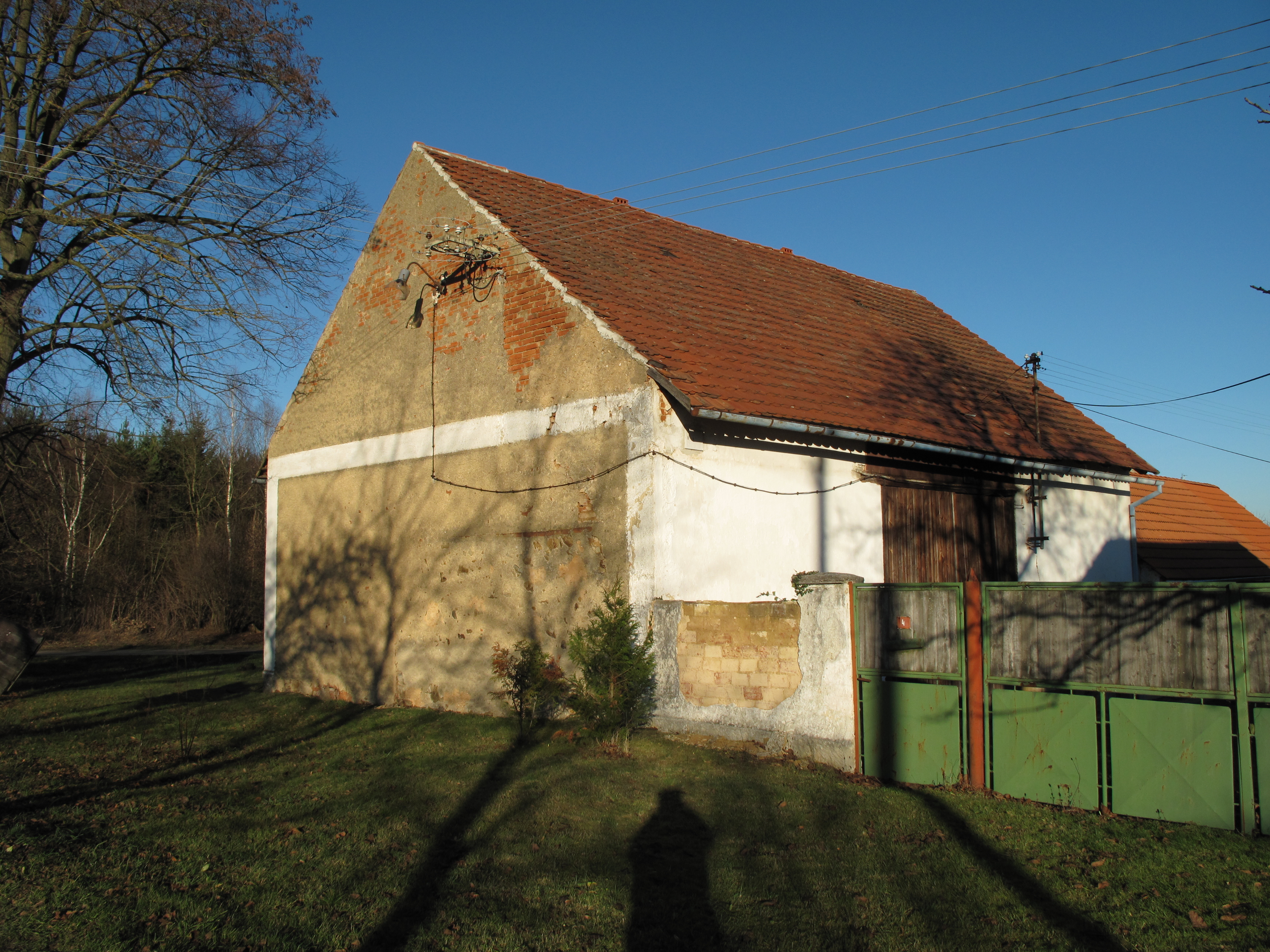
Stodola